# Kristine von Soden
Kristine von Soden (* 1949 in Hamburg) ist eine deutsche Autorin und Ausstellungskuratorin.

## Leben
Kristine von Soden wuchs in Hamburg auf. Schon als Kind war sie oft an den Stränden der Nord- und Ostsee unterwegs.
Sie studierte Soziologie, Psychologie und Geschichte und promovierte zum Dr. phil.
Kristine von Soden arbeitete viele Jahre als freie Autorin für den NDR, DLF, SWR sowie als Dozentin an der Hamburger Universität mit den Themenschwerpunkten: Frauenalltag und jüdische Biografien in der Weimarer Republik und NS-Zeit. Speziell zur Geschichte des § 218 und zum Frauenstudium machte von Soden zahlreiche Interviews mit Zeitzeuginnen und Zeitzeugen (ab Jg. 1898 ff.), wozu sie Artikel u. a. in der Frankfurter Rundschau, der Süddeutschen Zeitung und der ZEIT schrieb. Umfangreiche Konvolute ihrer Toncassetten und Transskripte befinden sich im Deutschen Exilarchiv in Frankfurt am Main und im Archiv der deutschen Frauenbewegung (AddF) in Kassel.
Bevor Kristine von Soden 2018 in ihre Wahlheimat Schwerin zog, lebte sie etliche Jahre in Wiesbaden. In jener Zeit forschte sie speziell im Deutschen Exilarchiv in Frankfurt am Main zum jüdischen Exil und zum Bäder-Antisemitismus an der Ostsee. Auf der Grundlage ihrer Bücher kuratierte sie dazu Ausstellungen im Kunstmuseum Ahrenshoop (2018/19 und 2023), Max Samuel-Haus/Rostock (2023), im Rahmen der Tage des Exils in der Ev. GemeindeAkademie Blankenese (2023) sowie im Stadt- und Bädermuseum Bad Doberan (2024)..
Seit Anfang 2000 erkundete Kristine von Soden die Ostsee von Mecklenburg und Vorpommern. Bis heute schreibt sie über die Region Bücher. Seit 2010 ist sie in Ahrenshoop mit literarischen Rundgängen unterwegs, dort und auf Rügen betreibt sie auch ihre Schreibwerkstatt.

## Publikationen (Auswahl)
Kristine von Soden veröffentlichte zahlreiche Bücher und verfasste außerdem Radiosendungen für den NDR, den Deutschlandfunk, die Deutsche Welle, den Hessischen Rundfunk u. a.

### Als Autorin
- Die Sexualberatungsstellen der Weimarer Republik 1919–1933. Edition Hentrich, Berlin 1988, Taschenbuch. ISBN 3-926175-09-5
- Schwimmende Träume und Windstärke zwölf. Nordfriesisches Wattgeflüster. Picus, Wien 2005. ISBN 978-3-938740-95-8
- Backstein, Seebad, Kranichflüge. Sehnsuchtstage an der Ostsee. Picus, Wien 2007, 2. Aufl. 2008. ISBN 978-3-85452-926-2
- Zur Sommerfrische nach Sylt! Wo die Avantgarde baden ging. Edition Ebersbach, Berlin 2008. ISBN 978-3-938740-57-6
- Backsteinstädte. Der Butt, die Baukunst und das Meer. Picus, Wien 2009. ISBN 978-3-85452-958-3
- Nordfriesische Inseln. Wolkenbilder, Watt und Meeresköche. Picus, Wien 2012. ISBN 978-3-7117-1013-0
- Strandgut. Warum das Meer blau ist, der Bikini nie baden ging und alle Möwen Emma heißen. Edition Ebersbach, Berlin 2012. ISBN 978-3-86915-048-2
- Stille Winkel auf Usedom. Ellert & Richter, Hamburg 2013. ISBN 978-3-8319-0497-6
- Stille Winkel auf Fischland, Darß und Zingst. Ellert & Richter, Hamburg 2011, 3., aktualisierte und komplett überarbeitete Auflage 2019, 4. Auflage 2020. ISBN 978-3-8319-0396-2
- Tedje der Windflüchter. Über den Strandwanderer, Grafiker, Buchgestalter und Fotokünstler Theodor Schultze-Jasmer. meeresedition Wiesbaden 2014. ISBN 978-3-9816818-0-2
- „Und draußen weht ein fremder Wind …“ Über die Meere ins Exil. AvivA, Berlin 2016; 2., aktualisierte und überarbeitete Neuauflage 2020. ISBN 978-3-932338-85-4
- „Ob die Möwen manchmal an mich denken?“ Die Vertreibung jüdischer Badegäste an der Ostsee. AvivA, Berlin 2018, ISBN 978-3-93233872-4; aktualisierte und erweiterte Neuausgabe 2023. ISBN 978-3-949302-17-6
- „… nach dem nördlichen Eismeer zu sehe ich noch eine kleine Tür.“ Schiffswege von Künstlern und Literaten ins Exil (1933–1941). Katalog zur Ausstellung im Kunstmuseum Ahrenshoop (1. Dezember 2018 – 7. April 2019). Kunstmuseum Ahrenshoop, 2018. ISBN 978-3-9817987-7-7

- Ahrenshoop höchstpersönlich. Transit Buchverlag, Berlin 2020. ISBN 978-3-88747-377-8
- Ahrenshoop. Balancieren auf der Meerschaumlinie, Transit Buchverlag, Berlin 2021. 3., aktualisierte, erweiterte Neuauflage. ISBN 978-3-88747-317-4
- Wie schön! – Wie schön! Fischland, Darß und Zingst literarisch. Mit Aquarellen von Georg Hülsse. Ellert & Richter, Hamburg 2023. ISBN 978-3-8319-0840-0

### Als Herausgeberin
- 70 Jahre Frauenstudium. Frauen in der Wissenschaft. Pahl-Rugenstein, Köln 1979, mit Gaby Zipfel
- Der grosse Unterschied. Die neue Frauenbewegung und die siebziger Jahre. BilderLeseBuch. Elefanten Press, Berlin 1988. ISBN 3-88520-277-8
- Zeitmontage. Rosa Luxemburg. Elefanten Press, Berlin 1988, ISBN 3-88520-274-3
- Zeitmontage. Simone de Beauvoir. Elefanten Press, Berlin 1989, Taschenbuch, ISBN 3-88520-312-X
- Neue Frauen. Die zwanziger Jahre, BilderLesebuch, Elefanten Press, Berlin, 1988
- Mamma. BilderLeseBuch. Elefanten Press, Berlin 1989. Nr. 293. ISBN 3-88520-293-X
- Lust und Last. Sowjetische Frauen von Alexandra Kollontai bis heute. Elefanten Press, Berlin 1990
- Irmtraud Morgners hexische Weltfahrt. Eine Zeitmontage. Elefanten Press, Berlin 1991. Nr. 370 ISBN 3-88520-370-7
- Wild + zahm, Die siebziger Jahrex. Elefanten Press, Berlin, 1991. Taschenbuch. ISBN 3-88520-613-7. mit Gabriele Dietz und Maruta Schmidt